# Тай Шеридан
Тай Кейл Шеридан (на английски: Tye Kayle Sheridan) е американски актьор и продуцент.

## Биография
Шеридан е роден в Тексас. Майка му Стефани (Райт) притежава салон за красота, а баща му Браян Шеридан е шофьор в Ю Пи Ес. Има по-малка сестра Мадисън. Учи в Елкхарт, Тексас, докато филмовата му кариера не става приоритет, когато е на 16 години, и започва да получава уроци на снимачната площадка.

## Филмография
- 2011 – Дървото на живота (The Tree of Life)
- 2012 – Мъд (Mud)
- 2013 – Джо (Joe)
- 2014 – Фалшификаторът (The Forger)
- 2014 – Последният мъж на света (Last Man Standing)
- 2015 – Развлечение (Entertainment)
- 2015 – Последни дни в пустинята (Last Days in the Desert)
- 2015 – Станфордският затворнически експеримент (The Stanford Prison Experiment)
- 2015 – Тъмни места (Dark Places)
- 2015 – Скаутски наръчник при зомби апокалипсис (Scouts Guide to the Zombie Apocalypse)
- 2016 – Обходен маршрут (Detour)
- 2016 – Х-Мен: Апокалипсис (X-Men: Apocalypse)
- 2017 – Жълтите птици (The Yellow Birds)
- 2017 – Краят на всички лета (All Summers End)
- 2018 – Играч първи, приготви се (Ready Player One)
- 2018 – Остаряване (Age Out)
- 2018 – Дедпул 2 (Deadpool 2)
- 2018 – Планината (The Mountain)
- 2019 – Х-Мен: Тъмния феникс (Dark Phoenix)
- 2020 – Нощният служител (The Night Clerk)
- 2020 – Безжичен (Wireless)
- 2021 – Пътешественици (Voyagers)
- 2021 – Брояч на карти (The Card Counter)
- 2021 – Нежният бар (The Tender Bar)